# 阿夫拉京 (柳巴爾區)
49°52′34″N 27°49′35″E / 49.87611°N 27.82639°E
阿夫拉廷（羅馬化：Avratyn）是烏克蘭北部的村落，隸屬日托米爾州的日托米爾區。該村面積14.32平方公里，海拔高度256米，2001年人口407，人口密度每平方公里28.42人。